# Società per azioni unipersonale
La società per azioni di tipo unipersonale è una società per azioni con un unico socio.

## Novità
La spa unipersonale è una novità introdotta con la riforma del diritto societario attuata con il D.Lgs. 17 gennaio 2003 n. 6. Prima di tale data non era consentito iscrivere una società per azioni con un unico socio (la mancanza di pluralità dei soci era una delle cause di nullità societaria). Inoltre la Spa poteva essere costituita solo per contratto e non anche con un atto unilaterale. Tuttavia, era già possibile costituire società a responsabilità limitata unipersonali e la dodicesima direttiva (direttiva 89/667/CEE del Consiglio del 21 dicembre 1989) aveva già introdotto tale possibilità anche nel diritto comunitario.
Il socio unico può essere sia una persona fisica che una persona giuridica. 
Qualora durante la vita della società si fosse verificata la sussistenza di un unico socio, la conseguenza sarebbe stata non la nullità ma il superamento della separazione patrimoniale ai danni dell'unico socio il quale avrebbe risposto, seppur in via sussidiaria, illimitatamente con il proprio patrimonio delle obbligazioni assunte dalla Spa. Inoltre il permanere di tale situazione per sei mesi era una causa di scioglimento della società stessa (ex art. 2362 c.c. pre-riforma).
Il legislatore della riforma ha ritenuto di dare la possibilità di costituire una Spa con un unico socio, ma nel fare ciò ha predisposto le opportune garanzie a vantaggio dei terzi. Infatti, a ben vedere, l'esercizio di un'attività per mezzo del modello Spa unipersonale produce una deroga alla normale regola dell'art 2740 c.c. "Il debitore risponde dell'adempimento delle obbligazioni con tutti i suoi beni, presenti e futuri", che può portare ad un'ingiusta limitazione di responsabilità del soggetto socio nei confronti dei terzi (una sorta di "velo giuridico" che copra le attività dell'unico socio e lo metta al riparo da eventuali rischi). Stessa tutela potrebbe essere ottenuta tramite uno o più soci prestanome che non effettuano alcun conferimento nel capitale sociale e si limitano a effettuare una girata alla società delle somme ricevute dal fondatore.
Tale deroga deriva dalla natura di persona giuridica delle società, distinta dalla persona fisica dei soci, ai fini delle obbligazioni contratte e di tutti gli effetti giuridici. La distinzione tutela l'imprenditore, permettendo di porre un limite al rischio d'impresa che si vuole perseguire, pari al solo capitale conferito.
Un noto esempio di Spa costituita unipersonalmente è "PosteItaliane S.p.A".

## Garanzie
Queste le principali garanzie predisposte dal legislatore:
- Nel periodo antecedente all'iscrizione il socio unico è responsabile per gli atti compiuti in nome della società con presunzione assoluta (art. 2331, 2º comma c.c.) (Il socio non gode dell'autonomia patrimoniale perfetta che si ha solo nel momento che la società acquisisca la personalità giuridica e ciò avviene soltanto dopo l'iscrizione).
- Il socio unico è tenuto a versare effettivamente il 100% del capitale sociale indicato nell'atto costitutivo fin dal momento della costituzione (art. 2342, 2º comma c.c.).
- Obbligo di pubblicità dell'unipersonalità: gli amministratori della società sono tenuti a dare pubblicità dell'unipersonalità nel registro delle imprese. La non osservanza di questo principio viene pesantemente sanzionata mediante la perdita del beneficio della responsabilità limitata, secondo quanto affermato all'art. 2325, 2º comma c.c. (in pratica vale quanto detto circa la disciplina pre-riforma).

## Rapporti contrattuali della società con il socio
"I contratti della società con l'unico socio o le operazioni in suo favore sono opponibili ai creditori della società se risultano da delibere del consiglio di amministrazione o da atto scritto avente data certa anteriore al pignoramento" (art. 2362, 4° comma c.c.).
Se il creditore della società vuole rivalersi su un bene della medesima, potrà sempre farlo a meno che il bene in questione sia stato oggetto di transazione tra la società ed il socio, ed esista un atto scritto con data certa antecedente la richiesta di esproprio da parte del creditore. In questo caso infatti il bene appartiene alla sfera patrimoniale del socio e il creditore non potrà in alcun modo appropriarsene.

## Problematiche
Il modello di Spa unipersonale solleva alcune problematiche di disciplina attinenti alla vita della società, in particolare su questi punti:
- Assemblea: vi è l'obbligo di costituire un'assemblea? La risposta parrebbe positiva in quanto l'assemblea è un organo essenziale.
- Conflitto di interessi: si applica la normativa? Anche qua la risposta parrebbe positiva in quanto la normativa è stata dettata a tutela dei terzi e costituirebbe un argine all'utilizzo della società per scopi diversi dall'oggetto sociale.